# 7-й гвардійський кавалерійський корпус (СРСР)
7-й гвардійський кавалерійський Бранденбурзький ордена Леніна, Червонопрапорний, ордена Суворова корпус (7-й гв. кк) — оперативно-тактичне військове об'єднання в складі ЗС СРСР періоду Другої Світової війни.

## Бойовий шлях
7-й гвардійський кавалерійський корпус створений шляхом перетворення з 8-го кавалерійського корпусу Південно-Західного фронту відповідно до наказу НКО СРСР № 78 від 14 лютого 1943 року. Директивами Генерального штабу РСЧА № 36640 від 17.02.1943 р. і Головупраформу РСЧА № Орг/3/132552 від 19.02.1943 р. з'єднанням і частинам, які входили до складу 7-го гв. кк присвоєні загальновійськові номери.
У складі діючої армії перебував:
- з 14.02.1943 по 29.04.1943 року;
- з 10.09.1943 по 09.05.1945 року.

В березні 1943 року корпус знаходився в резерві 3-ї гвардійської армії, що дислокувався на східному березі Сіверського Дінця й займав рубіж в районі Оріхівка, Шовкова Протока.
30 квітня 1943 р. директивою Ставки ВГК № 170647 від 27.04.1943 р. корпус виводиться в резерв Ставки Верховного Головнокомандування (район Куренай, Розсош, Євстратівський, Стара Калитва) з підпорядкуванням командуючому Степовим військовим округом (Степовим фронтом).
Директивою НКО № 40516 від 28.08.1943 р. 7-й гв. кк виводиться зі складу Степового фронту і передається в розпорядження командувача Центральним фронтом. 30 серпня корпус здійснив перехід від міст Павловськ і Острогозьк до ст. Новий Оскол. Залізничними ешелонами до 10 вересня 1943 р. перекидається в район Льгова. Після вивантаження корпус здійснює 150-кілометровий марш у район Глухів, Вороніж (10 км південніше Шостки Сумської області). Звідси корпус брав участь у визволенні України і Білорусі. Перебуваючи у складі Центрального фронту, дивізії корпусу сприяли військам 13-ї армії у визволенні Чернігова (21.09.1943). Через 4 дні кавалеристи з ходу форсували річку Дніпро і захопили плацдарм на її західному березі в районі Димарка, Неданчичі.
На початку 1944 року з'єднання 7-го гв.кк у взаємодії з 55-ю та 415-ю стрілецькими дивізіями 61-ї армії Білоруського фронту звільнили місто Мозир (Білорусь).
Під час Люблін-Берестейської операції корпус діяв на лівому крилі 1-го Білоруського фронту.
Завершальним етапом бойового шляху корпусу була його участь у Берлінській операції в складі військ 1-го Білоруського фронту. Особливо запеклі бої розгорілися наприкінці квітня за оволодіння містом Бранденбург, в ході яких гвардійці-кіннотники показали високу стійкість і справжній героїзм. В ході боїв по оточенню та ліквідації берлінського угруповання супротивника корпус завдав йому значних втрат, звільнив з концтаборів і в'язниць понад 150 тисяч бранців різних національностей.
У відповідності з директивою Генерального Штабу ЗС СРСР від 13 жовтня 1945 р. № Орг/1/600 7-й гв. кк переформовано в 31-шу гвардійську механізовану дивізію.

## Бойовий склад
- 14-та гвардійська кавалерійська дивізія;
- 15-та гвардійська кавалерійська дивізія;
- 16-та гвардійська кавалерійська дивізія;
- 1897-й самохідний артилерійський полк (з 09.1943 по 12.1943);
- 1816-й самохідний артилерійський полк (з 01.1944);
- 7-й гвардійський мінометний полк (РС);
- 145-й гвардійський винищувально-протитанковий артилерійський полк;
- 1733-й зенітний артилерійський полк;
- 32-й танковий полк (з 04.1944 по 12.1944);
- 57-й танковий полк (з 05.1944 по 12.1944);
- 114-й танковий полк (з 02.1944 по 12.1944);
- 57-й гвардійський мінометний дивізіон;
- 7-й гвардійський винищувально-протитанковий артилерійський дивізіон;
- Корпусні частини:
  - 7-й окремий гвардійський дивізіон зв'язку;
  - 198-й автотранспортний батальйон (з 10.09.1943);
  - 355-та польова авторемонтна база, (з 22.05.1944);
  - 23-тя авіаланка зв'язку (з 14.02.1943);
  - 236-й банно-пральний загін (з 20.03.1943);
  - 5-й польовий автохлібозавод (з 20.03.1943);
  - 65-та військово-поштова станція (з 14.02.1943).

## Командування
- Командири корпусу:
  - Борисов Михайло Дмитрович, генерал-майор (до 02.1943, потрапив у полон);
  - Чаленко Іван Терентійович, полковник (короткий час після поранення М. Д. Борисова під час виходу з оточення);
  - Головановський Ричард Іванович, полковник (25.02.1943 — 20.03.1943);
  - Шарабурко Яків Сергійович, генерал-майор (21.03.1943 — 04.06.1943);
  - Малєєв Михайло Федорович, генерал-майор (07.06.1943 — 06.10.1943);
  - Константинов Михайло Петрович, генерал-майор, з 26.07.1944 — генерал-лейтенант (07.10.1943 — 09.05.1945).
- Начальники штабу корпусу:
  - Сабуров Іван Дмитрович, полковник (загинув 02.1943);
- Заступник командира корпусу зі стройової частини:
  - Дудко Степан Іванович, генерал-майор (14.02.1943 — 23.02.1943, загинув);

## Нагороди і почесні звання
- Бранденбурзький — Наказ ВГК СРСР від 05.04.1945 року — за те, що в боях на території Німеччини одним з перших вступив у межі колишньої Бранденбурзької провінції.
- — Указ Президії Верховної Ради СРСР від 28.05.1945 року — за зразкове виконання завдань командування в боях з німецькими загарбниками по завершенню оточення Берліна, оволодіння містами Науен, Ельшталь, Рорбек, Марк-вардт, Кетцин та виявлені при цьому звитягу і мужність.
- — Указ Президії Верховної Ради СРСР від 09.08.1944 року — за зразкове виконання завдань командування в боях з німецькими загарбниками, за оволодіння містом Люблін і виявлені при цьому звитягу і мужність.
- — Указ Президії Верховної Ради СРСР від 26.04.1945 року — за зразкове виконання завдань командування в боях з німецькими загарбниками при оволодінні містами Бельгард, Трептов, Грайфенберг, Каммін, Гюльцов, Плате та виявлені при цьому звитягу і мужність.